# Cassanói csata
A cassanói csatára 1799. április 27-én került sor a lombardiai Cassano d’Adda közelében. Napoléon Bonaparte tábornok távollétében, aki az egyiptomi hadjáratban harcolt, az osztrák és az orosz csapatok Szuvorov tábornagy parancsnoksága alatt győzelmet arattak a franciák felett. Ez a csata vezetett Bonaparte 1799–1800-as itáliai hadjáratához.

## Háttér
1799-ben új koalíció alakult a Habsburg Birodalom, az Orosz Birodalom és az Oszmán Birodalom között Franciaország ellen. Az osztrákok vissza akarták szerezni a Napoléon Bonaparte által 1798-ban meghódított itáliai területeket. 1799-ben Bonaparte tábornok Egyiptomban volt lekötve, az osztrákok elérkezettnek látták az időt, hogy a tábornok távollétét kihasználva ellentámadást indítsanak.
II. Ferenc német-római császár segítséget kért I. Pál orosz cártól. Az osztrák–orosz csapatok parancsnokságával a császár a leghíresebb orosz tábornokot, Alekszandr Szuvorovot bízta meg. Amikor Szuvorov tavasszal megérkezett, 50 000 osztrák és 30 000 orosz katona állt készen a támadásra.
Az összes frontokon a franciáknak 150 000 katonájuk volt, de Itáliában, Schérer tábornoknak csak 20 000 katona állt rendelkezésére. Schérer elkövette azt a hibát, hogy a túl hosszú vonalon állította fel katonáit Valtellina és Piacenza között. Seregét három fronton osztotta meg: Sérurier hadosztályát Leccónál, Grenier hadosztályát Cassanónál és Perrin hadosztályát Lodinál.
A Direktórium tagjai tudatában voltak Schérer hiányosságainak, áprilisban leváltották őt, és Jean Victor Moreau-t állították a helyére.

## Tábornokok
A legyőzhetetlenség hírnevét Alekszandr Szuvorov tábornagy az 1787–92-es orosz–osztrák–török háborúban szerezte. Itt bevehetetlennek tartott várakat foglalt el: Ocsakovot a Dnyepernél és Izmajilt a Dunánál. 1794-ben a lengyel felkelés leverésében vett részt, és részben felelős volt a pragai mészárlásért, ahol katonái Varsó külvárosában 20 000 civilt gyilkoltak le minden ok nélkül. Szerepét a történészek vitatják.
Moreau tábornok pályafutása a forradalmi háborúk tipikus karrierje. 1794-ben részt vett Hollandia elfoglalásában Jean-Charles Pichegru parancsnoksága latt. 1797-ben elfoglalta Kehlt, miután átkelt a Rajnán, de a támadást megállította a leobeni béke előkészítése. Miután felfedezték Pichegru árulását, egy évig passzív állományba került, mert az összejátszás gyanúja merült fel ellene, hiszen Pichegru az ő barátja volt. Schérer kirívó hibái miatt került vissza a helyére, 1799 tavaszán.

## A csatát megelőző nap
A csatatérre érkező Moreau tudta, hogy itt nem győzhet, csak ha csoda történik. Azt remélte, a direktórium által beígért erősítés hamarosan megérkezik, ezzel meglepetésszerű támadást indíthat.
Vele szemben Szuvorov, alighogy megérkezett Itáliába, úgy döntött, hogy azonnali támadást indít. Az osztrák csapatokat Michael von Melas irányította, de őt Szuvorov alá rendelték. A jobbszárny Kray Pál tábornok parancsnoksága alatt állt, két oldalról közrefogva Pjotr Bagratyion és Rimszkij-Korszakov tábornokok hadseregeivel. Szuvorov parancsára Kray tábornoknak április 17-én el kellett foglalnia Bresciát. Melas tábornok csapatainak előre kellett nyomulniuk Ciara felé, Hohenzollern-Hechingen hercegnek  el kellett elfoglalnia Cremonát.
Április 20-án Ott Károly altábornagy, Bagratyion és Rimszkij-Korszakov tábornokok csapatai Brescia alá érkeztek. A várat mindössze 1200 katona védte Boucret dandártábornok parancsnoksága alatt. Néhány órás ágyúzás után a francia helyőrség beleegyezett a város feladásába. Ugyanezen a napon Hohenzollern-Hechingen herceg harc nélkül, elfoglalta Cremonát és zsákmányolt tizenegy hajót tüzérségi felszereléssel és egyéb utánpótlással.
A franciák még az Adda folyó mögött maradtak, Schérer tábornok ekkor adta át hivatalosan a parancsnokságot Moreau-nak.

## A csata
A csata első összecsapása április 25-én zajlott le, amikor az orosz elővéd, Bagratyionnal az élen kísérletet tett arra, hogy elfoglalja a leccói hidat, a front az északi szélén. Az oroszok kudarcot vallottak, Sérurier tábornok francia tábornok csapatai keményen kitartottak az ellenség túlerejével szemben is. Az első nap francia győzelemmel ért véget.
Április 26-án reggel megérkezett Szuvorov az orosz gyalogsággal, hogy támogassa a támadást. Bagratyion még mindig a leccói híd előtt állt. Seckendorf osztrák tábornok erői Laboissière tábornokkal szemben Lodinál álltak fel, Melas tábornok Trevigliónál, Zoph tábornok Canonicánál, Joseph Philipp Vukasović osztrák tábornok Briviónál, Ott Károly tábornok pedig Trezzo vára előtt. Maga Szuvorov tábornagy Cassanónál állt fel, a franciák derékhaddal szemben, ahol Moreau parancsnoki álláspontja is volt.
A francia haderő túl kevésnek bizonyult az ellenség támadása elleni sikerhez. Vukasović tábornoknak sikerült bevennie Briviót, és sikerült átkelnie az Adda folyón. A helyet védelmező katonák visszavonultak Cassano d’Adda felé, ahol Moreau össze akarta vonni csapatait.
Később a nap folyamán az osztrákoknak sikerült hidat verniük az Addán, a trezzói vár közelében. Ezen keresztül Ott és Zoph csapatai könnyen átkeltek a folyón. Az április 26-i nap tehát a francia pozíciók romlásával végződött.
Április 27-én reggel Ott és Zoph tábornokok megtámadtak egy francia zászlóaljat, amely Pozzónál rejtőzött, de a franciák ellentámadást indítottak. Ott seregét visszaverték, sikeres ellentámadást indítottak. E napon ez volt a franciák egyetlen győzelme.
Máshol a frontot három részre vágták Vukasović és Chasteler csapatai. A végső csapást Melas tábornok csapatai mérték, akik megtámadták a francia sáncokat a Retorto-csatornánál, megszerezve a cassanói hídfőállást. A franciák rendezetten visszavonultak, és még a hidat is sikerült felgyújtaniuk, hogy megállítsák az üldözésükre induló ellenséget.
Ilyen körülmények között Moreau úgy határozott, hogy Milánó felé vonul vissza. A visszavonulás fedezésére több tüzérségi üteget állíttatott fel, amelyek tűz alatt tartották az osztrák–orosz seregeket. Ezzel a taktikával megmentette a francia hadsereget a küszöbön álló katasztrófától. Az ütközetekben a franciák 2000 halottat és 3000 foglyot veszítettek.

## Következmények
A cassanói csatában az oroszok győztek, de Moreau-nak sikerült veszteségeit csökkenteni. Visszavonult Milánóba, és kimentette a Ciszalpin Köztársaság kormányának tagjait és minden milánói személyt, aki kiegyezett a francia megszállókkal. Április 29-én Szuvorov bevonult Milánóba, Moreau pedig visszavonta csapatait Genova és Liguria felé.

## Fordítás
- Ez a szócikk részben vagy egészben  a   Bataille de Cassano (1799) című francia Wikipédia-szócikk fordításán alapul.  Az eredeti cikk szerkesztőit annak laptörténete sorolja fel. Ez a jelzés csupán a megfogalmazás eredetét és a szerzői jogokat jelzi, nem szolgál a cikkben szereplő információk forrásmegjelöléseként.